# Ochna cinnabarina
Ochna cinnabarina là một loài thực vật có hoa trong họ Ochnaceae. Loài này được Engl. & Gilg mô tả khoa học đầu tiên năm 1903.